# Липовское сельское поселение (Волгоградская область)
Ли́повское се́льское посе́ление — муниципальное образование в составе Ольховского района Волгоградской области.
Административный центр — село Липовка.

## История
Липовское сельское поселение образовано 24 декабря 2004 года в соответствии с Законом Волгоградской области № 978-ОД.

## Население
| 2010  | 2012  | 2013  | 2014  | 2015  | 2016  | 2017  |
| ----- | ----- | ----- | ----- | ----- | ----- | ----- |
| 1082  | ↘1074 | ↘1065 | ↗1106 | ↘1086 | ↘1069 | ↘1042 |
| 2018  | 2019  | 2020  | 2021  |       |       |       |
| ↘1004 | ↘1000 | ↘997  | ↘978  |       |       |       |

## Состав сельского поселения
| № | Населённый пункт | Тип населённого пункта       | Население |
| - | ---------------- | ---------------------------- | --------- |
| 1 | Липовка          | село, административный центр | 1063      |
| 2 | Щепкин           | хутор                        | 19        |